# Keith Newton
Keith Newton (Liverpool, 10 de abril de 1952) es un sacerdote inglés de la Iglesia católica nombrado el 15 de enero de 2011 primer ordinario del Ordinariato personal de Nuestra Señora de Walsingham, que reúne a fieles procedentes del anglicanismo. Antes de su entrada en la Iglesia Católica, fue sacerdote y obispo de la Iglesia de Inglaterra.

## Ministerio anglicano
Newton estudió en el King's College de Londres y posteriormente obtuvo el postgrado en el Christ Church College de Canterbury antes de completar sus estudios teológicos como aspirante a la ordenación sacerdotal en la Universidad de San Agustín de Canterbury.
Newton ocupó los siguientes cargos en la Iglesia de Inglaterra:
- 1975 - 1978, cura en Great St Mary Ilford, de Chelmsford.
- 1978 - 1985, vicario en San Mateo en Wimbledon, Wimbledon Team Ministry, Southwark.
- 1985 - 1991, rector de Blantyre, Malaui y deán de la Catedral de Blantyre.
- 1991 - 1993, sacerdote encargado de Holy Nativity Knowle, Bristol.
- 1993 - 2001, vicario de Holy Nativity Knowle, Bristol.
- 1997 - 2001, sacerdote encargado de All Hallows, Easton (Dorset).

El 7 de marzo de 2002, Newton fue consagrado obispo anglicano por George Carey, entonces arzobispo de Canterbury. Newton fue nombrado obispo de Richborough y visitador episcopal provincial para la provincia de Canterbury en 2002. Ocupó este cargo hasta el 31 de diciembre de 2010.

## Ministerio católico

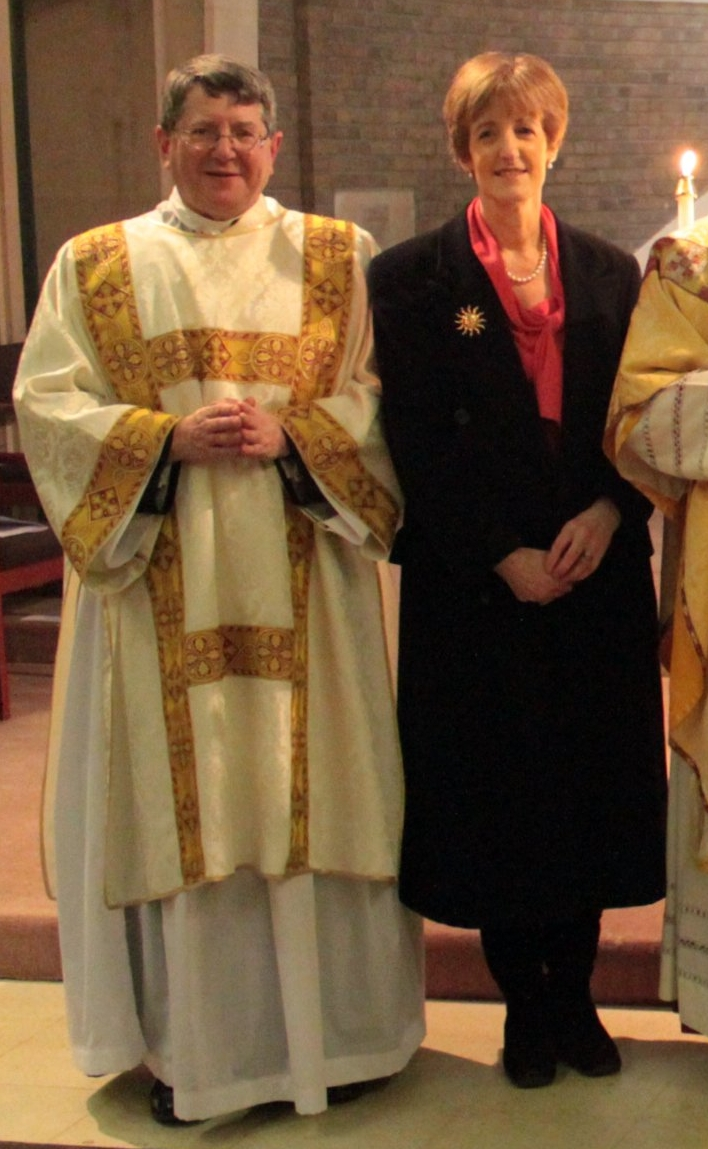
Keith Newton y su esposa, Gill, después de su ordenación como diácono católico.

En 2008 Newton se reunió con miembros de la Congregación para la Doctrina de la Fe de la Santa Sede para discutir la posibilidad de unirse a la Iglesia católica. Por medio de la Constitución Apostólica Anglicanorum coetibus del 4 de noviembre de 2009, el papa Benedicto XVI ha permitido que los fieles anglicanos que entren en plena comunión con la Iglesia católica se agrupen en ordinariatos personales, regidos por un Ordinario Personal que actúa como pastor propio de su ordinariato.
El 8 de noviembre de 2010, Newton anunció su intención de abandonar la Iglesia de Inglaterra al final del año para unirse al ordinariato personal propuesto por el papa Benedicto XVI para acoger a ex anglicanos que quisieran mantener algunas de sus tradiciones y prácticas.
Newton fue recibido en la Iglesia Católica, junto con su esposa Gill, en una ceremonia en la Catedral de Westminster el 1 de enero de 2011 por el obispo Alan Hopes. En la ceremonia también fueron recibidos Andrew Burnham (anteriormente obispo de Ebbsfleet), John Broadhurst (anteriormente obispo de Fulham) y su esposa Judith y tres religiosas de la Sociedad de Santa Margarita, las hermanas Carolyne Joseph, Jane Louise y Wendy Renate.
El 13 de enero de 2011, fue ordenado diácono con otros dos ex obispos anglicanos, Andrew Burnham y John Broadhurst, ya que la Iglesia Católica no reconoce la validez de las ordenaciones anglicanas desde la publicación de la bula Apostolicae Curae de León XIII. Dos días más tarde, el 15 de enero de 2011, fueron ordenados presbíteros por Vincent Nichols, Arzobispo de Westminster en la Catedral la arquidiócesis. En esa fecha el papa Benedicto XVI lo nombró primer ordinario del Ordinariato personal de Nuestra Señora de Walsingham para Inglaterra y Gales. Al estar casado, no puede ser ordenado obispo católico.
El 17 de marzo de 2011, se anunció que el papa le concedió a Newton el título de protonotario apostólico, el título no episcopal más alto en la jerarquía católica, grado más alto de monseñor. A pesar de no ser obispo, se le permite el uso de pontificales como mitra, cruz pectoral, anillo episcopal y báculo pastoral, del mismo modo que a los abades mitrados.